# Рестайлинг
Примеры рестайлинга транспортных средств
Реста́йлинг (от англ. restyling «модернизация; смена стиля») в автомобилестроении — изменение экстерьера и интерьера автомобиля в угоду модным тенденциям или изменившемуся корпоративному стилю марки.
В 2010-х годах практически все автопроизводители стали включать в пакет обновления интеграцию полупроводников в головную оптику. Стандартными приёмами при проведении рестайлинга являются новая окраска кузова и дизайн колесных дисков. В интерьере автомобиля изменения производятся редко и, как правило, напрямую связаны с первоначальными эргономическими просчётами или техническими нововведениями. В качестве исключения, например, автомобиль Opel Insignia 2014 модельного года, интерьер которого после проведённой модернизации изменился до неузнаваемости.
Появление новой силовой установки или трансмиссии не является обязательным условием. Более того, чаще всего технические изменения сводятся лишь к появлению дополнительных функций и опций.
Следует подразделять рестайлинг на внеплановый и запланированный. В первом случае обновление производится по причине неприятия целевой аудиторией внешности автомобиля или же появления широкого перечня недочётов, выявленных в ходе эксплуатации. Запланированный рестайлинг производится по причине морального устаревания автомобиля. Проводится он, как правило, через 3-4 года после выхода нового поколения и позволяет продлить жизненный цикл модели на схожий период.
Рестайлинг также можно встретить в других видах транспорта: самолёт Ту-154, электропоезд ЭР2, автобус ЛиАЗ-5292 и так далее.
Синонимом или близким по смыслу определением является фейслифтинг.